# L'estro armonico

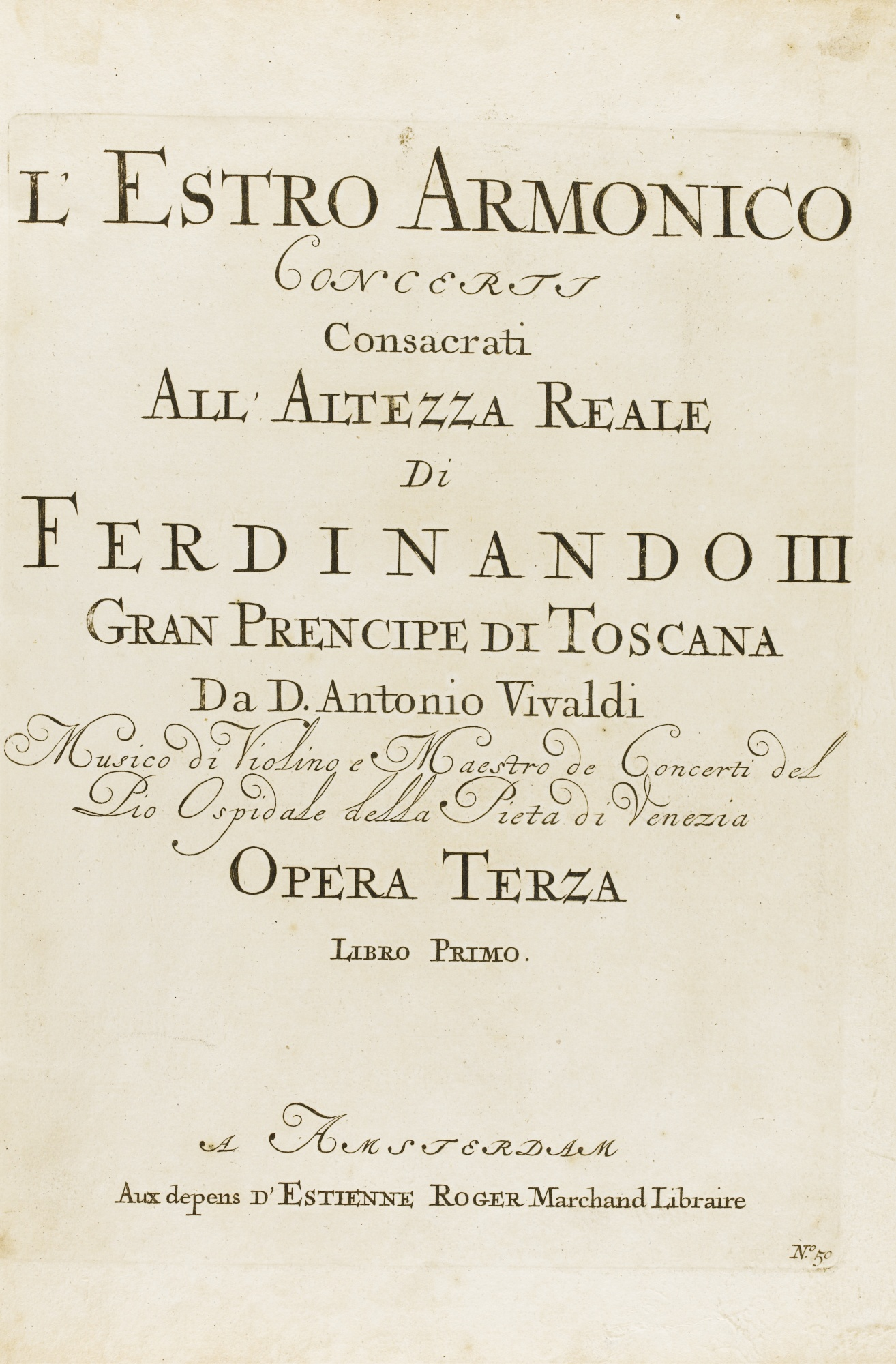
L'estro armonico

L'estro armonico, opus 3, (på svenska: "Harmonisk inspiration") är en samling av tolv konserter för 1, 2 och 4 violiner av Antonio Vivaldi. Enligt Vivaldiforskaren Michael Talbot är de "förmodligen den mest inflytelserika samlingen av instrumentalmusik under hela 1700-talet". Konserterna kallas ofta "concerti grossi".